# Pico Alexander
Pico Alexander, nome d'arte di Aleksander Łukasz Jogałła, (New York, 3 giugno 1991) è un attore statunitense.

## Biografia

### Giovinezza
Pico Alexander è nato il 3 giugno 1991 a New York ed è cresciuto nel quartiere di Brooklyn. I suoi genitori, Magdalena Deskur e il direttore della fotografia  Lukasz Jogalla, sono immigrati polacchi. Suo nonno è l'attore Jerzy Jogałła e il suo bisnonno era il giornalista Jerzy Turowicz. Il suo nome d'arte, "Pico", è un soprannome di quando era bambino. Si è diplomato presso la Fiorello H. LaGuardia High School.

### Carriera
I lavori teatrali di Alexander includono Piccola città, Punk Rock e What I Did Last Summer.
Ha recitato in numerose serie televisive tra cuie The Carrie Diaries, Alpha House, The Following, Blue Bloods e Orange Is the New Black. Nel 2014 ha interpretato il ruolo di Esai Morales, il fratello del protagonista, nel film 1981: Indagine a New York (2014). Nel 2016 ha recitato nel film Indignazione insieme a Logan Lerman e nel 2017ha recitato in 40 sono i nuovi 20 insieme a Reese Witherspoon.

## Filmografia

### Attore
- Turban, regia di Kahiem Davis-Simms e Gabriel Gómez - cortometraggio (2009)
- Get Set GO!, regia di Gabriel Gómez - cortometraggio (2010)
- The Carrie Diaries – serie TV, episodio 2x09 (2014)
- Alpha House – serie TV, episodio 1x10 (2014)
- Unforgettable – serie TV, episodio 2x13 (2014)
- The Following – serie TV, episodio 2x10 (2014)
- For the Record, regia di Lev Pakman - cortometraggio (2014)
- 1981: Indagine a New York (A Most Violent Year), regia di J.C. Chandor (2014)
- Blue Bloods – serie TV, episodio 5x08 (2014)
- Orange Is the New Black – serie TV, episodio 3x05 (2015)
- Ciak, si canta (Fan Girl), regia di Paul Jarrett - film TV (2015)
- Indignazione (Indignation), regia di James Schamus (2016)
- War Machine, regia di David Michôd (2017)
- 40 sono i nuovi 20 (Home Again), regia di Hallie Meyers-Shyer (2017)
- Hot Air, regia di Frank Coraci (2018)
- Catch-22 – miniserie TV, 3 puntate (2019)
- Il cielo è ovunque, regia di Josephine Decker (2022)
- Saint X – miniserie TV, 8 puntate (2023)

### Sceneggiatore
- Get Set GO!, regia di Gabriel Gómez - cortometraggio (2010)

## Doppiatori italiani
Nelle versioni in italiano delle opere in cui ha recitato, Pico Alexander è stato doppiato da:
- Raffaele Carpentieri in 40 sono i nuovi 20, Saint X